# Szkoła lelewelowska
Szkoła lelewelowska jest to nurt w historiografii polskiej stworzony przez Joachima Lelewela kładący nacisk na republikańską syntezę dziejów Polski. Ukształtowaną koncepcję republikańską Lelewel przedstawił w Uwagach nad dziejami Polski i Ludu jej (1855).
Przedstawiciele: Henryk Schmitt, Julian Bartoszewicz.
Przedstawiciele szkoły starali się rekonstruować pierwotny ustrój Polski, wskazując na pierwotną wspólnotę gminną, podejmującą decyzje przy udziale wszystkich wolnych obywateli (pierwotny republikanizm). Ta oparta na wolności wspólnota miała określać późniejszą ewolucję polskich instytucji politycznych. 
Szkoła lelewelowska atakowana była m.in. przez jednego z przedstawicieli krakowskiej szkoły historycznej profesora Józefa Szujskiego. Uważał on, że Lelewel dzieje współczesne traktuje z polityczną apodyktycznością, która wypływała z przekonań i roli historycznej jaką odegrał w ówczesnych mu wypadkach. Oskarżał Lelewela o tworzenie apologii polskiego społeczeństwa, wychwalanie wolnej elekcji, konfederacji, nawet liberum veto.